# Jota Andromedae
Jota Andromedae (Jota And, θ Andromedae, θ And), som är stjärnans Bayerbeteckning, är en stjärna i mitten av stjärnbilden Andromeda. Den har en genomsnittlig skenbar magnitud på omkring +4,29 . Baserat på parallaxmätningar befinner den sig på ett avstånd av ca 500 ljusår (153 parsek) från solen.

## Nomenklatur
I stjärnkatalogen i Calendarium of Al Achsasi Al Mouakket benämnes stjärnan Keff al-Salsalat, som översatts till latin som Manus Catenata, vilket betyder kedjad kvinnas handflata.

## Egenskaper
Jota Andromedae är en stjärna i huvudserien av typ B med spektralklass B8 V. Den är bland de variabla stjärnorna som observerades under Hipparcosuppdraget.